# Günther Weber
Günther Weber (* 15. März 1933 in Aschaffenburg; † 22. November 1984) war ein deutscher Verwaltungsjurist.
Weber studierte in München und Graz Rechtswissenschaften. Danach promovierte er im Strafrecht. Sein Rechtsreferendariat absolvierte er am Landgericht München I. Nach der Zweiten Staatsprüfung arbeitete er im Bayerischen Finanzministerium und dem Bayerischen Kultusministerium. Von 1964 bis 1968 arbeitete er für die CSU-Landtagsfraktion. Am 1. April 1968 wurde er zum Direktor des Bayerischen Landtags berufen. Am 31. Juli 1978 trat er aus gesundheitlichen Gründen in den Ruhestand.

## Einzelnachweis
1. ↑  Direktoren des Bayerischen Landtags seit 1946 | Bayerischer Landtag. Abgerufen am 14. August 2021.

| Personendaten    | Personendaten               |
| ---------------- | --------------------------- |
| NAME             | Weber, Günther              |
| KURZBESCHREIBUNG | deutscher Verwaltungsjurist |
| GEBURTSDATUM     | 15. März 1933               |
| GEBURTSORT       | Aschaffenburg               |
| STERBEDATUM      | 22. November 1984           |